# Vela nos Jogos Olímpicos de Verão de 2016 - Finn
As provas da classe Finn da vela nos Jogos Olímpicos de Verão de 2016 realizou-se entre 9 e 16 de agosto na Marina da Glória, Rio de Janeiro. Disputaram-se 11 regatas (a última de disputa das medalhas) para homens.

## Formato da competição
A prova consistiu em 10 regatas preliminares e uma de discussão das medalhas (Medal Race). A posição em cada regata traduziu-se em pontos (o primeiro classificado somava um ponto na classificação, enquanto o 13º, por exemplo, somava com 13 pontos), que foram acumulados de regata a regata para obter a classificação. Só as 10 pontuações mais baixas ao fim das 10 primeiras regatas avançaram para a regata das medalhas, onde os pontos obtidos juntam-se aos já acumulados.
As regatas desenrolaram-se num percurso marcado com boias (puderam haver até seis desenhados em simultâneo), que tinha que ser percorrido por uma, duas ou três voltas, consoante estabelecido pelo Comité das Regatas.

## Calendário
| Data   | Terça 9 ago   | Quarta 10 ago | Quinta 11 ago | Sexta 12 ago | Sábado 13 ago | Domingo 14 ago | Segunda 15 ago | Terça 16 ago |
| ------ | ------------- | ------------- | ------------- | ------------ | ------------- | -------------- | -------------- | ------------ |
| Evento | Regatas 1 e 2 | Regatas 3 e 4 | Regatas 5 e 6 | Descanso     | Regatas 7 e 8 | Regatas 9 e 10 | Descanso       | Medal Race   |

## Medalhistas
O britânico Giles Scott foi campeão olímpico, superando o esloveno Vasilij Žbogar (prata). A medalha de bronze foi ganha por Caleb Paine, dos Estados Unidos).
| Ouro   | GBR Giles Scott    |
| Prata  | SLO Vasilij Žbogar |
| Bronze | USA Caleb Paine    |

## Resultados
Estes foram os resultados da competição:
| Pos.              | País               | Timoneiro(a)           | Regata 1 | Regata 1 | Regata 2 | Regata 2 | Regata 3 | Regata 3 | Regata 4 | Regata 4 | Regata 5 | Regata 5 | Regata 6 | Regata 6 | Regata 7 | Regata 7 | Regata 8 | Regata 8 | Regata 9 | Regata 9 | Regata 10 | Regata 10 | MR   | MR   | Total | Pts   |
| Pos.              | País               | Timoneiro(a)           | Pos.     | Pts.     | Pos.     | Pts.     | Pos.     | Pts.     | Pos.     | Pts.     | Pos.     | Pts.     | Pos.     | Pts.     | Pos.     | Pts.     | Pos.     | Pts.     | Pos.     | Pts.     | Pos.      | Pts.      | Pos. | Pts. | Total | Pts   |
| Medalha de ouro   | GBR Grã-Bretanha   | Giles Scott            | 17       | 17.0     | 3        | 3.0      | 2        | 2.0      | 1        | 1.0      | 11       | 11.0     | 1        | 1.0      | 1        | 1.0      | 3        | 3.0      | 8        | 8.0      | 2         | 2.0       | 2    | 4.0  | 53.0  | 36.0  |
| Medalha de prata  | SLO Eslovênia      | Vasilij Žbogar         | 3        | 3.0      | 2        | 1.0      | 7        | 7.0      | 10       | 10.0     | 15       | 15.0     | 9        | 9.0      | 5        | 5.0      | 4        | 4.0      | 9        | 9.0      | 8         | 8.0       | 6    | 12.0 | 83.0  | 68.0  |
| Medalha de bronze | USA Estados Unidos | Caleb Paine            | 7        | 7.0      | 12       | 10.0     | 21       | 21.0     | 3        | 3.0      | 14       | 14.0     | 2        | 2.0      | 17       | 17.0     | 7        | 7.0      | 10       | 10.0     | 4         | 4.0       | 1    | 2.0  | 97.0  | 76.0  |
| 4                 | BRA Brasil         | Jorge Zarif            | 4        | 4.0      | 8        | 6.0      | 11       | 11.0     | 22       | 22.0     | 2        | 2.0      | 19       | 19.0     | 2        | 2.0      | 13       | 13.0     | 15       | 15.0     | 9         | 9.0       | 3    | 6.0  | 109.0 | 87.0  |
| 5                 | CRO Croácia        | Ivan Kljaković Gašpić  | 6        | 6.0      | 8        | 8.0      | 10       | 10.0     | 15       | 15.0     | 8        | 8.0      | 8        | 8.0      | 4        | 4.0      | 10       | 10.0     | 2        | 2.0      | 13        | 13.0      | 10   | 20.0 | 104.0 | 89.0  |
| 6                 | SWE Suécia         | Max Salminen           | 15       | 15.0     | 13       | 11.0     | 13       | 13.0     | 9        | 9.0      | 7        | 7.0      | 5        | 5.0      | 6        | 6.0      | 11       | 11.0     | 7        | 7.0      | 5         | 5.0       | 8    | 16.0 | 105.0 | 90.0  |
| 7                 | NZL Nova Zelândia  | Josh Junior            | 18       | 18.0     | DSQ      | 24.0     | 14       | 14.0     | 14       | 14.0     | 5        | 5.0      | 3        | 3.0      | 18       | 18.0     | 2        | 2.0      | 4        | 4.0      | 6         | 6.0       | 4    | 8.0  | 116.0 | 92.0  |
| 8                 | AUS Austrália      | Jake Lilley            | 16       | 16.0     | UFD      | 24.0     | 8        | 8.0      | 6        | 6.0      | 6        | 6.0      | 4        | 4.0      | 3        | 3.0      | 5        | 5.0      | 23       | 23.0     | 16        | 16.0      | 5    | 10.0 | 121.0 | 97.0  |
| 9                 | ARG Argentina      | Facundo Olezza         | 1        | 1.0      | 11       | 9.0      | 19       | 19.0     | 18       | 18.0     | 16       | 16.0     | 22       | 22.0     | 10       | 10.0     | 6        | 6.0      | 1        | 1.0      | 7         | 7.0       | 7    | 14.0 | 123.0 | 101.0 |
| 10                | NED Países Baixos  | Pieter-Jan Postma      | 14       | 14.0     | 13       | 13.0     | 12       | 12.0     | 4        | 4.0      | 4        | 4.0      | 6        | 6.0      | 14       | 14.0     | 1        | 1.0      | 19       | 19.0     | DSQ       | 24.0      | 9    | 18.0 | 129.0 | 105.0 |
| 11                | GRE Grécia         | Ioannis Mitakis        | 12       | 12.0     | DNF      | 24.0     | 3        | 3.0      | 2        | 2.0      | 13       | 13.0     | 12       | 12.0     | 21       | 21.0     | 9        | 9.0      | 13       | 13.0     | 3         | 3.0       | -    | -    | 112.0 | 88.0  |
| 12                | HUN Hungria        | Zsombor Berecz         | 9        | 9.0      | UFD      | 24.0     | 5        | 5.0      | 12       | 12.0     | 1        | 1.0      | 7        | 7.0      | 12       | 12.0     | 18       | 18.0     | 16       | 16.0     | 12        | 12.0      | -    | -    | 116.0 | 92.0  |
| 13                | TUR Turquia        | Alican Kaynar          | 2        | 2.0      | 7        | 5.0      | 6        | 6.0      | 19       | 19.0     | 19       | 19.0     | 13       | 13.0     | 8        | 8.0      | 17       | 17.0     | 12       | 12.0     | 11        | 11.0      | -    | -    | 112.0 | 93.0  |
| 14                | FRA França         | Jonathan Lobert        | 10       | 10.0     | 19       | 15.0     | 1        | 1.0      | 7        | 7.0      | 12       | 12.0     | 14       | 14.0     | 11       | 11.0     | 12       | 12.0     | 14       | 14.0     | 14        | 14.0      | -    | -    | 110.0 | 95.0  |
| 15                | FIN Finlândia      | Tapio Nirkko           | 20       | 20.0     | 9        | 7.0      | 15       | 15.0     | 5        | 5.0      | 3        | 3.0      | DNF      | 24.0     | 20       | 20.0     | 21       | 21.0     | 6        | 6.0      | 10        | 10.0      | -    | -    | 131.0 | 107.0 |
| 16                | DEN Dinamarca      | Jonas Høgh-Christensen | 13       | 13.0     | 4        | 2.0      | 4        | 4.0      | DNF      | 24.0     | 10       | 10.0     | 11       | 11.0     | 16       | 16.0     | 16       | 16.0     | 17       | 17.0     | 20        | 20.0      | -    | -    | 133.0 | 109.0 |
| 17                | NOR Noruega        | Anders Pedersen        | 8        | 8.0      | 20       | 16.0     | 18       | 18.0     | 8        | 8.0      | 22       | 22.0     | 16       | 16.0     | 9        | 9.0      | 14       | 14.0     | 5        | 5.0      | 15        | 15.0      | -    | -    | 131.0 | 109.0 |
| 18                | ITA Itália         | Giorgio Poggi          | 11       | 11.0     | 6        | 4.0      | 16       | 16.0     | 11       | 11.0     | 18       | 18.0     | 15       | 15.0     | 7        | 7.0      | 19       | 19.0     | 11       | 11.0     | 18        | 18.0      | -    | -    | 130.0 | 111.0 |
| 19                | URU Uruguai        | Alejandro Foglia       | 21       | 21.0     | UFD      | 24.0     | 9        | 9.0      | 17       | 17.0     | 20       | 20.0     | 21       | 21.0     | 15       | 15.0     | 15       | 15.0     | 3        | 3.0      | 1         | 1.0       | -    | -    | 146.0 | 122.0 |
| 20                | EST Estônia        | Deniss Karpak          | 5        | 5.0      | 18       | 14.0     | 17       | 17.0     | 20       | 20.0     | 23       | 23.0     | 10       | 10.0     | 13       | 13.0     | 8        | 8.0      | 18       | 18.0     | 21        | 21.0      | -    | -    | 149.0 | 126.0 |
| 21                | CAN Canadá         | Tom Ramshaw            | 19       | 19.0     | 15       | 12.0     | 22       | 22.0     | 13       | 13.0     | 9        | 9.0      | 17       | 17.0     | 22       | 22.0     | 20       | 20.0     | 20       | 20.0     | 19        | 19.0      | -    | -    | 173.0 | 151.0 |
| 22                | CHN China          | Gong Lei               | 22       | 22.0     | DNF      | 24.0     | 20       | 20.0     | 16       | 16.0     | 21       | 21.0     | 20       | 20.0     | 19       | 19.0     | 22       | 22.0     | 21       | 21.0     | 17        | 17.0      | -    | -    | 202.0 | 178.0 |
| 23                | SEY Seicheles      | Allan Julie            | 23       | 23.0     | 21       | 17.0     | 23       | 23.0     | 21       | 21.0     | 17       | 17.0     | 18       | 18.0     | 23       | 23.0     | 23       | 23.0     | 22       | 22.0     | 22        | 22.0      | -    | -    | 209.0 | 186.0 |

Legenda
| Recorde mundial      | Recorde mundial (World record)               |                       | Recorde africano                      | Recorde africano (African) |                                           | Q | Classificado por posição (Qualified) |
| Recorde olímpico     | Recorde olímpico (Olympic record)            | Recorde da América    | Recorde da América (Americas)         | q                          | Classificado por melhor tempo (Qualified) |   |                                      |
| Melhor marca do ano  | Melhor marca do ano (World leading)          | Recorde asiático      | Recorde asiático (Asian)              | DNS                        | Não largou (Did not start)                |   |                                      |
| Recorde nacional     | Recorde nacional (National record)           | Recorde europeu       | Recorde europeu (European)            | DNF                        | Não terminou (Did not finish)             |   |                                      |
| Recorde pessoal      | Recorde pessoal do atleta (Personal best)    | Recorde da Oceania    | Recorde da Oceania (Oceania)          | DSQ / DQ                   | Desclassificado (Disqualified)            |   |                                      |
| Recorde da temporada | Recorde da temporada do atleta (Season best) | Recorde sul-americano | Recorde sul-americano (South America) | NM                         | Sem marca (No mark)                       |   |                                      |

### Vela
| M   | Regata da Medalha da qual só participam os dez primeiros colocados das regatas anteriores  |  |  | CAN | Regata cancelada |
| BFD | Desclassificado por bandeira preta (Black Flag Disqualified)                               |  |  |     |                  |
| UFD | Desclassificado por bandeira "U" (U Flag Disqualified)                                     |  |  |     |                  |
| OCS | Largada queimada (On the Course Side of the starting line)                                 |  |  |     |                  |
| DNE | Desclassificação sem eliminação (infração a um item do regulamento da prova – Did Not End) |  |  |     |                  |